# Cladocerotis
Cladocerotis là một chi bướm đêm thuộc họ Noctuidae.

## Các loài
- Cladocerotis optabilis (Boisduval, [1837])